# 27323 Julianewman
27323 Julianewman è un asteroide della fascia principale. Scoperto nel 2000, presenta un'orbita caratterizzata da un semiasse maggiore pari a 2,6409268 UA e da un'eccentricità di 0,0472662, inclinata di 9,50165° rispetto all'eclittica.